# 佐賀県第2区
佐賀県第2区（さがけんだい2く）は、日本の衆議院における選挙区。1994年の公職選挙法改正で設置。

## 区域

### 現在の区域
2013年（平成25年）公職選挙法改正以降の区域は以下のとおりである。2013年には3区の廃止に伴い、大幅に区割が見直しされた。
- 唐津市
- 多久市
- 伊万里市
- 武雄市
- 鹿島市
- 小城市
- 嬉野市
- 東松浦郡
- 西松浦郡
- 杵島郡
- 藤津郡

### 2002年から2013年までの区域
2002年（平成14年）公職選挙法改正から2013年の小選挙区改定までの区域は以下のとおりである。一部区割りの見直しが行われた。（旧区域2）
- 鹿島市
- 佐賀郡
- 神埼郡
  - 神埼町
  - 三田川町
  - 東脊振村
  - 脊振村
  - 三瀬村
- 小城郡
- 杵島郡
  - 北方町
  - 大町町
  - 江北町
  - 白石町
  - 福富町
  - 有明町
- 藤津郡

### 2002年以前の区域
1994年（平成6年）公職選挙法改正から2002年の小選挙区改定までの区域は以下のとおりである。（旧区域1）
- 多久市
- 鹿島市
- 佐賀郡
- 小城郡
- 杵島郡
  - 北方町
  - 大町町
  - 江北町
  - 白石町
  - 福富町
  - 有明町
- 藤津郡

## 歴史
保守地盤であり、第44回衆議院議員総選挙では今村雅弘が郵政民営化に反対して無所属で出馬し、自民党公認の「刺客」を送り込まれたが、今村が議席を死守した（今村は後に自民党に復党）。しかし第45回衆議院議員総選挙では自民党に猛烈な逆風が吹き、民主党公認の大串博志が約7千票差で今村を破り初めて小選挙区で当選したが、今村も比例復活した。
第46回衆議院議員総選挙では逆に今村が約7千票差で大串を破り、大串は比例復活した。2013年の区割り変更後初となる第47回衆議院議員総選挙では、今村が比例九州ブロックの単独31位候補者となり（後に当選）、自民党は佐賀県知事を辞職した古川康を擁立し、大串を破り初当選した。一方の大串は3万票以上差を付けられ古川に敗れたが、強力な保守地盤であった3区の大半が2区に編入されたばかりの選挙である事が党に考慮され、比例九州ブロックで他の重複立候補者より上位の1位で重複立候補しており、再び比例復活した。
2017年の第48回衆議院議員総選挙では2015年佐賀県知事選挙から続く佐賀県内の自民党支持組織の混乱もあって、前回大差で負けた大串が古川を逆転し、3期ぶりに小選挙区で当選。これにより佐賀県第1区でも敗れていた自民党は小選挙区制導入以来初めて佐賀県内で小選挙区の議席を獲得することができなかった。なお、この選挙において当日に台風が接近した事によって唐津市島嶼部の投票箱が運搬できず、唐津市内の開票が翌日に持ち越されるという異例の措置が行われた為、大串の当確が出たのは選挙翌日の昼間で全選挙区中最後であった。
2021年の第49回衆議院議員総選挙でも大串は立憲民主党公認の野党統一候補で出馬して再選した。この選挙では佐賀県に2つある選挙区で、比例復活の2人を含めて、候補者4人全員が当選となった（重複立候補制度#特筆すべき事例を参照）。
2024年の第50回衆議院議員総選挙でも大串は再選した一方で、古川は自民党の政治資金パーティー裏金事件や、それ以前の統一教会（現在の世界平和統一家庭連合）との関係などをはじめとする数々の不祥事の影響などにより、佐賀県を含め、全国的に支持率や得票率などが低下していたにもかかわらず、比例復活している。

## 小選挙区選出議員
| 選挙名                 | 年                 | 当選者   | 党派       | 備考    |
| ---------------------- | ------------------ | -------- | ---------- | ------- |
| 第41回衆議院議員総選挙 | 1996年（平成8年）  | 今村雅弘 | 自由民主党 | 旧区域1 |
| 第42回衆議院議員総選挙 | 2000年（平成12年） | 今村雅弘 | 自由民主党 | 旧区域1 |
| 第43回衆議院議員総選挙 | 2003年（平成15年） | 今村雅弘 | 自由民主党 | 旧区域2 |
| 第44回衆議院議員総選挙 | 2005年（平成17年） | 今村雅弘 | 無所属     | 旧区域2 |
| 第45回衆議院議員総選挙 | 2009年（平成21年） | 大串博志 | 民主党     | 旧区域2 |
| 第46回衆議院議員総選挙 | 2012年（平成24年） | 今村雅弘 | 自由民主党 | 旧区域2 |
| 第47回衆議院議員総選挙 | 2014年（平成26年） | 古川康   | 自由民主党 |         |
| 第48回衆議院議員総選挙 | 2017年（平成29年） | 大串博志 | 希望の党   |         |
| 第49回衆議院議員総選挙 | 2021年（令和3年）  | 大串博志 | 立憲民主党 |         |
| 第50回衆議院議員総選挙 | 2024年（令和6年）  | 大串博志 | 立憲民主党 |         |

## 選挙結果
時の内閣：第1次石破内閣 解散日：2024年10月9日 公示日：2024年10月15日
当日有権者数：32万9829人 最終投票率：57.50%（前回比：3.30%） （全国投票率：53.85%（2.08%））
| 当落 | 候補者名   | 年齢 | 所属党派   | 新旧 | 得票数   | 得票率 | 惜敗率 | 推薦・支持 | 重複 |
| ---- | ---------- | ---- | ---------- | ---- | -------- | ------ | ------ | ---------- | ---- |
| 当   | 大串博志   | 59   | 立憲民主党 | 前   | 95,581票 | 51.16% | ――     |            | ○    |
| 比当 | 古川康     | 66   | 自由民主党 | 前   | 76,554票 | 40.97% | 80.09% | 公明党推薦 | ○    |
|      | 井上祐輔   | 38   | 日本共産党 | 新   | 7,596票  | 4.07%  | 7.95%  |            |      |
|      | 下吹越優也 | 31   | 参政党     | 新   | 7,108票  | 3.80%  | 7.44%  |            |      |

時の内閣：第1次岸田内閣 解散日：2021年10月14日 公示日：2021年10月19日
当日有権者数：34万617人 最終投票率：60.80%（前回比：0.38%） （全国投票率：55.93%（2.25%））
| 当落 | 候補者名 | 年齢 | 所属党派   | 新旧 | 得票数    | 得票率 | 惜敗率 | 推薦・支持 | 重複 |
| ---- | -------- | ---- | ---------- | ---- | --------- | ------ | ------ | ---------- | ---- |
| 当   | 大串博志 | 56   | 立憲民主党 | 前   | 106,608票 | 52.05% | ――     |            | ○    |
| 比当 | 古川康   | 63   | 自由民主党 | 前   | 98,224票  | 47.95% | 92.14% | 公明党推薦 | ○    |

時の内閣：第3次安倍第3次改造内閣 解散日：2017年9月28日 公示日：2017年10月10日
当日有権者数：35万3654人 最終投票率：61.18% （全国投票率：53.68%（1.02%））
| 当落 | 候補者名 | 年齢 | 所属党派   | 新旧 | 得票数    | 得票率 | 惜敗率 | 推薦・支持         | 重複 |
| ---- | -------- | ---- | ---------- | ---- | --------- | ------ | ------ | ------------------ | ---- |
| 当   | 大串博志 | 52   | 希望の党   | 前   | 105,921票 | 49.74% | ――     | 民進党佐賀県連推薦 | ○    |
| 比当 | 古川康   | 59   | 自由民主党 | 前   | 99,103票  | 46.54% | 93.56% | 公明党推薦         | ○    |
|      | 大森斉   | 62   | 日本共産党 | 新   | 7,920票   | 3.72%  | 7.48%  |                    |      |

時の内閣：第2次安倍改造内閣 解散日：2014年11月21日 公示日：2014年12月2日 （全国投票率：52.66%（6.66%））
| 当落 | 候補者名   | 年齢 | 所属党派   | 新旧 | 得票数    | 得票率 | 惜敗率 | 推薦・支持 | 重複 |
| ---- | ---------- | ---- | ---------- | ---- | --------- | ------ | ------ | ---------- | ---- |
| 当   | 古川康     | 56   | 自由民主党 | 新   | 114,074票 | 55.57% | ――     | 公明党推薦 | ○    |
| 比当 | 大串博志   | 49   | 民主党     | 前   | 82,383票  | 40.13% | 72.22% |            | ○    |
|      | 御厨さとみ | 33   | 日本共産党 | 新   | 8,812票   | 4.29%  | 7.72%  |            |      |

- 今村は第47回以降、比例九州ブロックで当選（第47回は単独31位、第48回は単独3位、第49回は単独1位）。

時の内閣：野田第3次改造内閣 解散日：2012年11月16日 公示日：2012年12月4日 （全国投票率：59.32%（9.96%））
| 当落 | 候補者名 | 年齢 | 所属党派   | 新旧 | 得票数   | 得票率 | 惜敗率 | 推薦・支持 | 重複 |
| ---- | -------- | ---- | ---------- | ---- | -------- | ------ | ------ | ---------- | ---- |
| 当   | 今村雅弘 | 65   | 自由民主党 | 前   | 70,767票 | 50.70% | ――     | 公明党推薦 | ○    |
| 比当 | 大串博志 | 47   | 民主党     | 前   | 63,208票 | 45.28% | 89.32% |            | ○    |
|      | 上村泰稔 | 47   | 日本共産党 | 新   | 5,618票  | 4.02%  | 7.94%  |            |      |

時の内閣：麻生内閣 解散日：2009年7月21日 公示日：2009年8月18日 （全国投票率：69.28%（1.77%））
| 当落 | 候補者名 | 年齢 | 所属党派   | 新旧 | 得票数   | 得票率 | 惜敗率 | 推薦・支持 | 重複 |
| ---- | -------- | ---- | ---------- | ---- | -------- | ------ | ------ | ---------- | ---- |
| 当   | 大串博志 | 43   | 民主党     | 前   | 86,098票 | 51.41% | ――     |            | ○    |
| 比当 | 今村雅弘 | 62   | 自由民主党 | 前   | 79,243票 | 47.32% | 92.04% |            | ○    |
|      | 牧原正朗 | 36   | 幸福実現党 | 新   | 2,119票  | 1.27%  | 2.46%  |            |      |

時の内閣：第2次小泉改造内閣 解散日：2005年8月8日 公示日：2005年8月30日 （全国投票率：67.51%（7.65%））
| 当落 | 候補者名 | 年齢 | 所属党派   | 新旧 | 得票数   | 得票率 | 惜敗率 | 推薦・支持 | 重複 |
| ---- | -------- | ---- | ---------- | ---- | -------- | ------ | ------ | ---------- | ---- |
| 当   | 今村雅弘 | 58   | 無所属     | 前   | 66,995票 | 42.07% | ――     |            | ×    |
| 比当 | 大串博志 | 40   | 民主党     | 新   | 51,299票 | 32.22% | 76.57% |            | ○    |
|      | 土開千昭 | 33   | 自由民主党 | 新   | 35,039票 | 22.00% | 52.30% |            | ○    |
|      | 石丸泰男 | 64   | 日本共産党 | 新   | 5,900票  | 3.71%  | 8.81%  |            |      |

時の内閣：第1次小泉第2次改造内閣 解散日：2003年10月10日 公示日：2003年10月28日 （全国投票率：59.86%（2.63%））
| 当落 | 候補者名 | 年齢 | 所属党派   | 新旧 | 得票数    | 得票率 | 惜敗率 | 推薦・支持 | 重複 |
| ---- | -------- | ---- | ---------- | ---- | --------- | ------ | ------ | ---------- | ---- |
| 当   | 今村雅弘 | 56   | 自由民主党 | 前   | 107,522票 | 82.44% | ――     |            | ○    |
|      | 諸田稔   | 58   | 日本共産党 | 新   | 22,898票  | 17.56% | 21.30% |            |      |

時の内閣：第1次森内閣 解散日：2000年6月2日 公示日：2000年6月13日 （全国投票率：62.49%（2.84%））
| 当落 | 候補者名 | 年齢 | 所属党派   | 新旧 | 得票数   | 得票率 | 惜敗率 | 推薦・支持 | 重複 |
| ---- | -------- | ---- | ---------- | ---- | -------- | ------ | ------ | ---------- | ---- |
| 当   | 今村雅弘 | 53   | 自由民主党 | 前   | 87,240票 | 61.96% | ――     |            | ○    |
|      | 樋口博康 | 40   | 民主党     | 新   | 27,929票 | 19.84% | 32.01% |            | ○    |
|      | 柴田久寛 | 57   | 社会民主党 | 新   | 15,890票 | 11.29% | 18.21% |            | ○    |
|      | 山田和明 | 56   | 日本共産党 | 新   | 6,968票  | 4.95%  | 7.99%  |            |      |
|      | 深川康裕 | 43   | 自由連合   | 新   | 2,764票  | 1.96%  | 3.17%  |            | ○    |

- 樋口は第46回で千葉2区から出馬したが落選。

時の内閣：第1次橋本内閣 解散日：1996年9月27日 公示日：1996年10月8日 （全国投票率：59.65%（8.11%））
| 当落 | 候補者名 | 年齢 | 所属党派   | 新旧 | 得票数   | 得票率 | 惜敗率 | 推薦・支持 | 重複 |
| ---- | -------- | ---- | ---------- | ---- | -------- | ------ | ------ | ---------- | ---- |
| 当   | 今村雅弘 | 49   | 自由民主党 | 新   | 75,072票 | 55.83% | ――     |            | ○    |
|      | 横尾俊彦 | 40   | 新進党     | 新   | 49,337票 | 36.69% | 65.72% |            |      |
|      | 平川明宏 | 43   | 日本共産党 | 新   | 8,420票  | 6.26%  | 11.22% |            |      |
|      | 永田秀行 | 32   | 自由連合   | 新   | 1,643票  | 1.22%  | 2.19%  |            |      |

- 横尾は1997年に多久市長選挙に立候補し、当選。